# Masakra w Sancheong i Hamyang
Masakra w Sancheong i Hamyang (hangul: 산청·함양 양민 학살 사건, hancha: 山清·咸阳良民虐杀事件) – masakra dokonana przez 11 Dywizję Armię Republiki Korei w czasie wojny koreańskiej. W dniu 7 lutego 1951 roku wojsko południowokoreańskie wkroczyło do miast Sancheong i Hamyang w prowincji Gyeongsang Południowy, po pacyfikacji miasta dokonało rzezi 705 nieuzbrojonych obywateli. Ofiary były cywilami, a 85% z nich stanowiły kobiety, dzieci i osoby w wieku podeszłym. Oddziałem odpowiadającym za masakrę dowodził generał Ch’oe Tŏksin. W 2006 roku rząd Korei Południowej zdecydował się opublikować tajne dokumenty dotyczące zbrodni.
W dniu 7 listopada 2008 roku w Sancheong odsłonięto pomnik upamiętniający ofiary masakry.